# Встреча (журнал)
«Встре́ча» — российский студенческий православный журнал, издаваемый Московской духовной академией с 1996 года.

## История
Журнал возник по инициативе студентов I курса Московской духовной академии в 1996 году. По воспоминаниям игумена Петра (Еремеева): 

В академии тогда у нас была готовность поднять невозможное, хотя дело с выпуском журнала выглядело безнадёжным. Но всё сложилось удачным образом. С финансированием помог Международный общественный фонд единства православных народов... Президент фонда В. А. Алексеев решил, что журнал духовной академии — это хороший проект, который стоит поддержать. Тогда ещё студент-первокурсник, а ныне архиепископ Амвросий, ректор Санкт-Петербургской духовной академии, предложил название — «Встреча»....
Периодичность журнала варьировалась в пределах 1-3 номера в год. Журнал издавался в чёрно-белом формате с цветной обложкой по благословению архиепископа Верейского Евгения (Решетникова).
6 марта 1998 года журнал был зарегистрирован Комитетом РФ по печати (свидетельство о регистрации № 017290).
С 2004 года журнал стал полноцветным, и стал выходить по благословению Патриарха Московского и всея Руси Алексия II.
15 февраля 2006 года состоялся торжественный акт, посвященный 10-летию студенческого православного журнала «Встреча». На праздник приехали бывшие сотрудники журнала, включая епископа Прокопьевского Амвросия (Ермакова), проректора Хабаровской Духовной семинарии иеромонаха Петра (Еремеева), а также многочисленные гости.
В 2018-2019 гг. период ректорства Амвросия (Ермакова), ныне митрополита Тверского, журнал стал печататься в Москве, а редакция активно сотрудничала с московскими вузами. 
Начиная с 2020 г. редакция журнала ставила акцент на исследовании святоотеческого наследия.
С 2023 года журнал "Встреча" реформирован в Проект студенческих инициатив "Встреча". Помимо издания журнала появились социальные сети и организовано православное студенческое движение охватывающее собой не только семинарии или православные учебные заведения, но и светские вузы всей страны, а также зарубежные христианские учебные заведения. 
В журнале стали печататься только студенты, при чем, всегда из разных учебных заведений, тем самым объединяя российское студенчество и позволяя ему реализовывать свои инициативы. Творческое выражение проявлялось не только в тексте, студенты начали рисовать картинки к журналу, снимать видео, предлагать аудио контент. Были открыты личные каналы студентов, организованы православные клубы в светских учебных заведениях. Проведены декабрьские Форумы студенческой молодежи "Встреча" с последующим проведением "Фестиваля православного творчества" в мае. Организатором удавалось собирать более трёхста человек на форумах и ещё больше на фестивалях. 
В первом выпуске журнала 2024 года были использованы AR технологии — впервые применённые среди студенческих журналов на просторах СНГ.

## Тематика
На страницах журнала читатель знакомится с внутренней жизнью духовных школ. Авторы статей — преподаватели МДАиС, студенты духовных и светских учебных заведений и др.
Темы журнала:
- богословие
- апологетика
- патрология
- церковная история
- церковное искусство
- литургика
- философия
- агиография
- пастырство
- духовное образование

### По номерам
№ 1-5 не имели чётко выделенной главной темы:
- № 1 (1), 1996
- № 2 (2), 1996
- № 3 (3), 1996
- № 1 (4), 1997
- № 2 (5), 1997

Темы последующих номеров таковы:
- № 3 (6), 1997 — «МГУ и МДА»
- № 1 (7), 1998 — «В ожидании реформы»
- № 2 (8), 1998 — «Каким быть священнику?»
- № 3 (9), 1998 — «Церковь и армия»
- № 1 (10), 1999 — «Мы все читаем понемногу»
- № 1 (11), 2000 — «Церковь на рубеже тысячелетий»
- № 2 (12), 2000 — «Церковь и молодёжь»
- № 3 (13), 2000 — «Церковно-археологический музей МДА»
- № 1 (14), 2001 — «Русь Святая… Что выбирает новое поколение?»
- № 1 (15), 2002 — «Богословское образование на Западе»
- № 1 (16), 2003 — «Богословское образование в духовной школе и светском вузе»
- № 1 (17), 2004 — «Православие в Америке»
- № 2 (18), 2004 — «Академия у Троицы: 180 лет пребывания Московской духовной академии в Троице-Сергиевой лавре»
- № 1 (19), 2005 — «Патриаршая школа»
- № 2 (20), 2005 — «Приношение учёному монашеству»
- № 3 (21), 2005 — «Зачем науке Церковь?»
- № 1 (22), 2006 — «Трудные вопросы богослужения»
- № 2 (23), 2006 — «Миссия церковной журналистики»
- № 1 (24), 2007 — «Библия: руководство читателя»
- № 2 (25), 2007 — «Мне жизнь — Христос, и смерть — приобретение»
- № 1 (26), 2008 — «Церковные правила»
- № 2 (27), 2008 — «Как организовать молодёжь?»
- № 1 (28), 2009 — «Сила слова»
- № 1 (29), 2010 — «Академия: этапы становления»
- № 1 (30), 2011 — «l’etude»
- № 1 (31), 2012 — «Образ буди верным»

## Проекты

### Сайт журнала
Официальный сайт журнала «Встреча» существует с 2000 года. Обновлен в 2020 году.
Полный архив журнала (в формате PDF, некоторые статьи также в текстовом виде) стал доступен 1 сентября 2006 г.
С февраля 2007 года на сайте публикуются новости, касающиеся жизни духовных школ, а также освещающие различные мероприятия в сфере православных СМИ.
Каждый декабрь проходит молодежный Форум "Встреча".
Каждый май проходит Православный фестиваль "Встреча".
Группа во ВКонтакте  Встреча. 
Канал Telegram Встреча.

### Каталог православных СМИ
При участии и поддержке журнала «Встреча» создан и ранее пополнялся каталог православных СМИ Архивная копия от 17 января 2021 на Wayback Machine.

## Признание
По мнению интернет-портала «Религия и СМИ»,

За десять лет «Встреча» зарекомендовала себя как умный и качественный журнал, публикующий самые разнообразные материалы: святоотеческие труды, пастырские проповеди, статьи по вопросам апологетики, литургики, патрологии, философии, агиографии, литературы, богословия, церковной истории и христианского искусства.
В 2006 году в рамках XIV Рождественских чтений прошло заседание «Клуба православных журналистов». В номинации «Лучший журналист православных СМИ» победителем стал главный редактор журнала «Встреча» Пётр Королёв.
В 2008 году на общероссийском конкурсе «Медиа-поколение 2008» «Встреча» получила 2 место в номинации «Журнал вуза». Конкурс был организован Общероссийской общественной организацией работников СМИ «МедиаСоюз» и Министерством образования и науки Российской Федерации.
Участники проекта "Встреча" постоянно приглашаются на телевизионные каналы, такие как "Спас", "Союз", "Культура".

## Главные редакторы
- Даниил Еремеев, впоследствии иеромонах Петр (1996—2005)
- Пётр Королёв (2005—2008)
- иеромонах Феоктист (Игумнов) (2008—2010)
- Михаил Нараевский (2010—2011)
- Александр Голосных (2011—2015)
- Платон Кузьмин (2016)
- Кирилл Прихотько (2016—2017)
- Евгений Чеков (2018)
- Александр Черепенин (2019)
- Петр Трофимов, впоследствии иеродиакон Григорий (2020—2023)
- Лев Куценко (с 2023)